# Edmond Dauchot
Pour les articles homonymes, voir Dauchot.
Edmond Dauchot, né à Gosselies en 1905 et mort en 1978, est un photographe, poète et graveur belge, dont l'œuvre a été consacrée à l'Ardenne belge.

## Biographie
Né à Gosselies dans le Hainaut, Edmond Dauchot travaille jusqu'en 1930 au sein de la briqueterie familiale avant de tout abandonner pour s'installer dans l'ancien presbytère d'Ollomont, petit hameau de Nadrin dans la petite ville ardennaise d'Houffalize,.
Son œuvre est consacrée à l'Ardenne belge, sa nature et ses gens,. Un ouvrage publié en 2000 en présente une rétrospective.

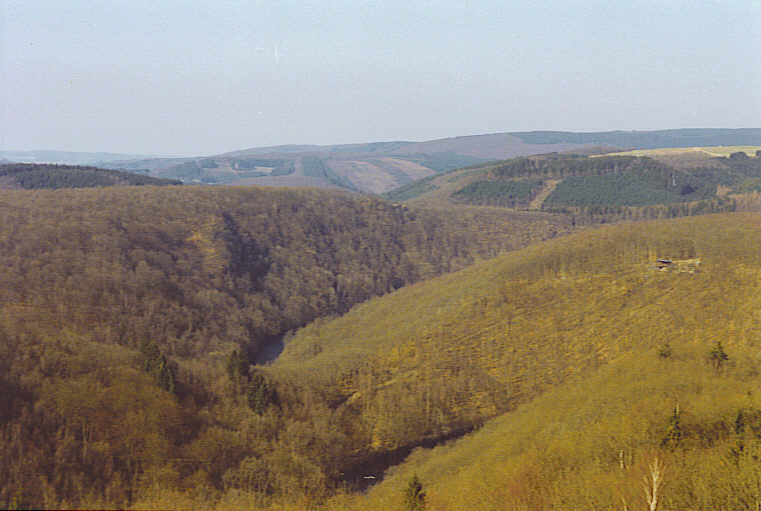
Vallée de l'Ourthe à Nadrin, en 2005.

## Publications
- Ardenne bien aimée, préface d'André Dhôtel, Paris-Gembloux, Duculot, 1976.

## Collections
Le Musée de la Grande Ardenne (anciennement Musée en Piconrue) à Bastogne conserve un ensemble de 18 000 négatifs originaux d'Edmond Dauchot.

## Expositions
- 2012 : L'Ardennais. Photographies d'Edmond Dauchot, Musée en Piconrue, Bastogne[4],[5].